# 189 a.C.

## Eventos
- Cneu Mânlio Vulsão e Marco Fúlvio Nobilior, cônsules romanos.
- Quarto ano da Guerra romano-síria entre a República Romana e o Império Selêucida de Antíoco III, o Grande:
  - Guerra Gálata: Cneu Mânlio vence os gálatas e conquista a Galácia.
  - Conquista da Etólia: Nobilior vence a Liga Etólia e conquista a Ambrácia.
- A cidade de Filadélfia (agora Alaşehir, Turquia) é fundada pelo rei Eumenes II de Pérgamo. Eumenes nomeou a cidade com o nome de seu irmão, Attalus, que por sua lealdade ganhou o apelido de "Filadelfo", que significa literalmente "aquele que ama a seu irmão".

## Mortes
- Zhang Liang[1]